# Слон північно-африканський
Північно-африканський, або Карфагенський слон (Loxodonta africana pharaoensis або berbericus, hannibali) — можливий підвид саванного слона або окремий вид, що існував у Північній Африці до повного зникнення за часів Стародавнього Риму. Хоча підвид був формально описаний, широкого таксономічного визнання не отримав. Ареал простягався на північ від Сахари в горах Атласу, вздовж берега Червоного моря і в Нубії.

## Опис

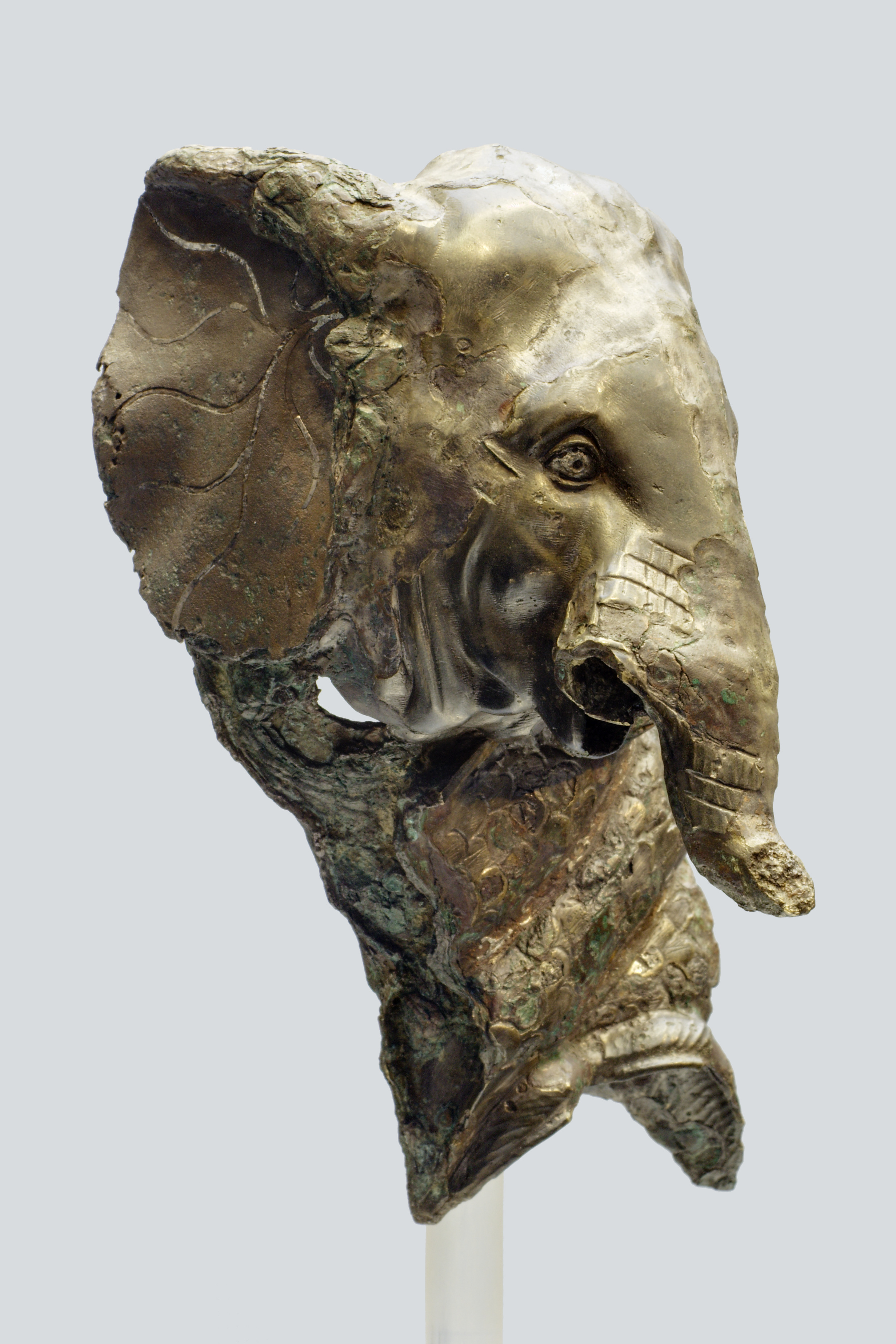
Римська бронзова статуя бойового слона

Карфагенські фрески та монети з Північної Африки свідчать про невисокий зріст цих слонів (можливо, близько 2,5 м заввишки). Великі вуха і вигнута спина роблять їх схожими на африканських слонів, розмірами північноафриканські слони були ближче до сучасних лісових слонів (L. cyclotis). Можливо, що північноафриканські слони були здатніші до навчання, ніж їх саванні родичі, що дозволило карфагенянам приручити їх.
Виявлення останків особини північноафриканського походження могло б прояснити таксономічний статус даної популяції слонів за допомогою аналізу ДНК.

## Історія
Наскальний живопис свідчить, що 8—10 тисяч років до н. е. слони були поширені на більшій частині Сахари та Північної Африки, але кліматичні зміни змусили їх покинути райони з малою кількістю води.
Єгипетська династія Птолемеїв використовувала північноафриканських слонів у військових цілях. У II ст. до н. е. Полібій (Загальна історія; 5.83) описав їх бойові недоліки в порівнянні з більшими індійськими слонами, використовуваними селевкидськими царями. Зберігся птолемейський текст перераховує три типи бойових слонів: «троглодитський» (ймовірно, лівійський), «ефіопський» і «індійський».
Карфаген також використовував північноафриканських слонів як бойових слонів в Пунічних війнах проти Римської республіки. Для походу через Альпи в ході другої Пунічної війни (218—201 рр. до н. е.) Ганнібал зібрав 37 карфагенських слонів, правда його особистий слон Сурус мав сирійське походження).
Припускають, що північноафриканські слони вимерли через кілька десятиліть після завоювання Північної Африки Стародавнім Римом (ймовірно, до IV ст. до н. е.) через надмірне полювання на них з метою використання в іграх venatio.